# Lagocephalus
Genre
Lagocephalus est un genre de poissons de l'ordre des tetraodontiformes.

## Caractéristiques
Le nom de ce genre signifie « tête de lapin ». Ce sont des poissons-ballons de silhouette allongée, capable de se gonfler en cas de menace et sécrétant des toxines extrêmement puissantes qui leur font craindre peu de prédateurs, et les rendent impropres à la consommation humaine. Plusieurs espèces (Lagocephalus sceleratus, Lagocephalus spadiceus et Lagocephalus suezensis sont considérées comme invasives en Méditerranée, et figurent sur la « Liste noire des espèces envahissantes dans le milieu marin » de Méditerranée de l'UICN.

## Liste des espèces
Selon FishBase (17 août 2015) :
- Lagocephalus cheesemanii (Clarke, 1897) Nouvelle-Zélande (non reconnu par WoRMS[4], qui en fait un synonyme de Lagocephalus gloveri)
- Lagocephalus gloveri Abe & Tabeta, 1983 -- Région indonésienne, de la mer d'Andaman au Japon
- Lagocephalus guentheri Miranda Ribeiro, 1915 -- Océan Indien
- Lagocephalus inermis (Temminck & Schlegel, 1850) -- Indo-ouest-Pacifique tropical
- Lagocephalus laevigatus (Linnaeus, 1766) -- Atlantique tropical et sub-tempéré
- Lagocephalus lagocephalus (Linnaeus, 1758) -- Circumtropical et parfois subtropical
- Lagocephalus lunaris (Bloch & Schneider, 1801) -- Indo-ouest-Pacifique tropical
- Lagocephalus sceleratus (Gmelin, 1789) -- Indo-ouest-Pacifique tropical
- Lagocephalus spadiceus (Richardson, 1845) -- Indo-ouest-Pacifique tropical
- Lagocephalus suezensis Clark & Gohar, 1953 -- Indo-Pacifique tropical
- Lagocephalus wheeleri Abe, Tabeta & Kitahama, 1984

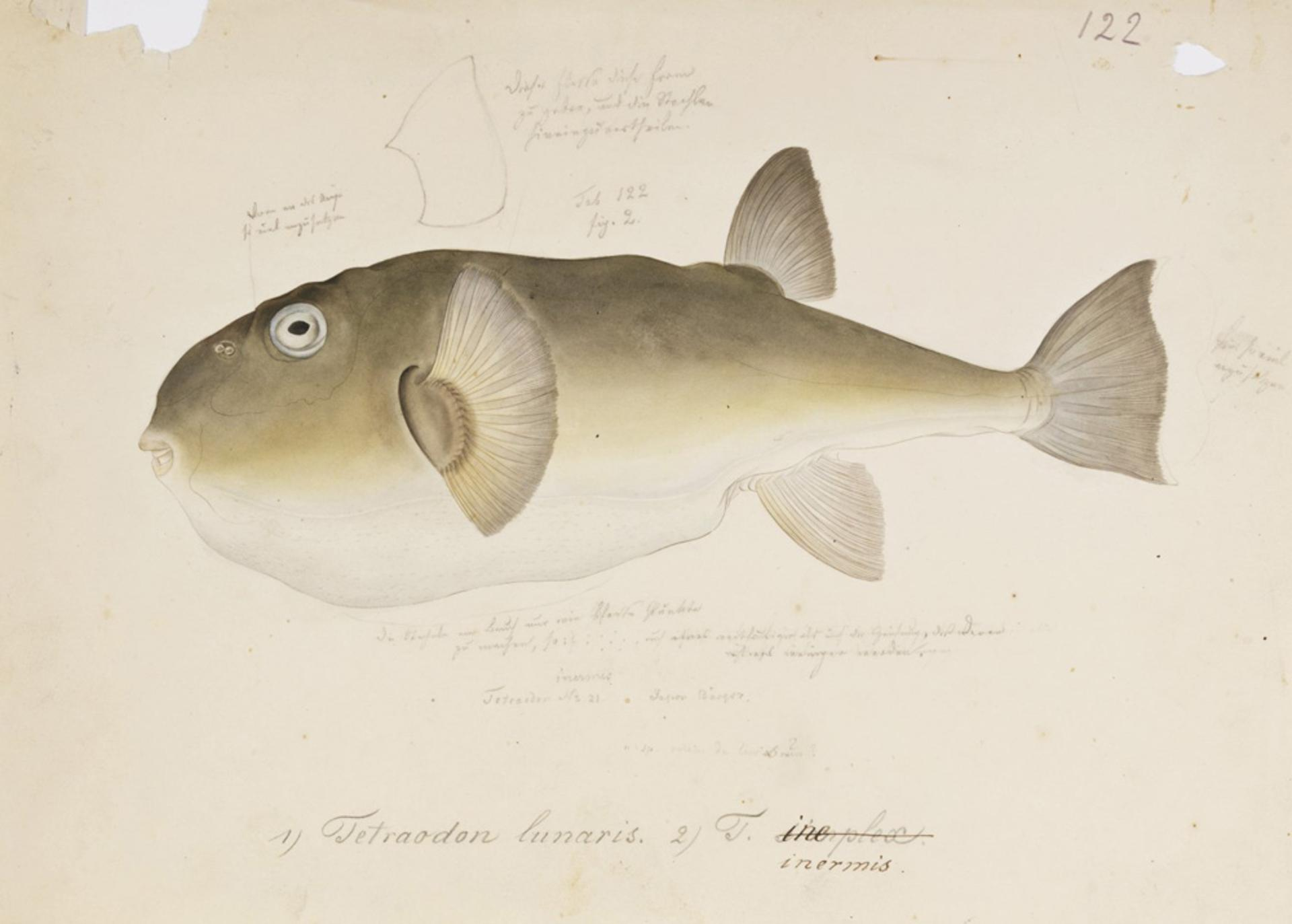
Lagocephalus inermis
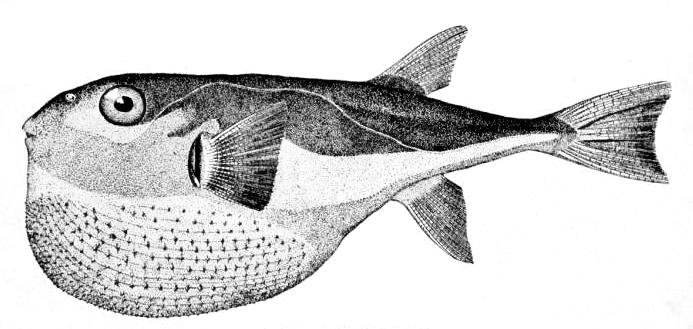
Lagocephalus laevigatus
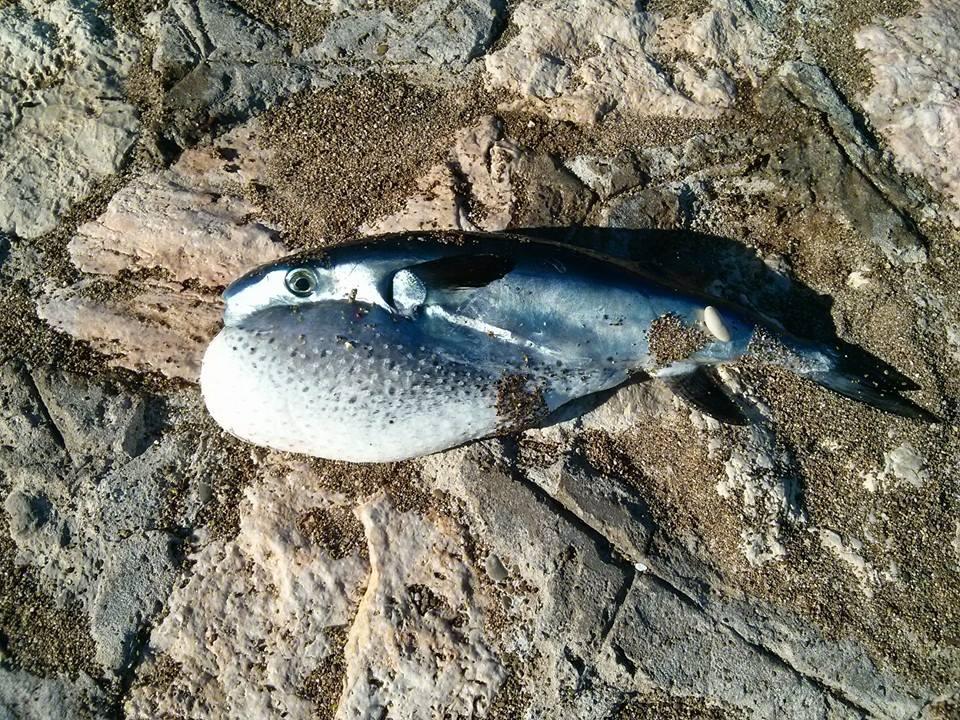
Lagocephalus lagocephalus
Lagocephalus lunaris
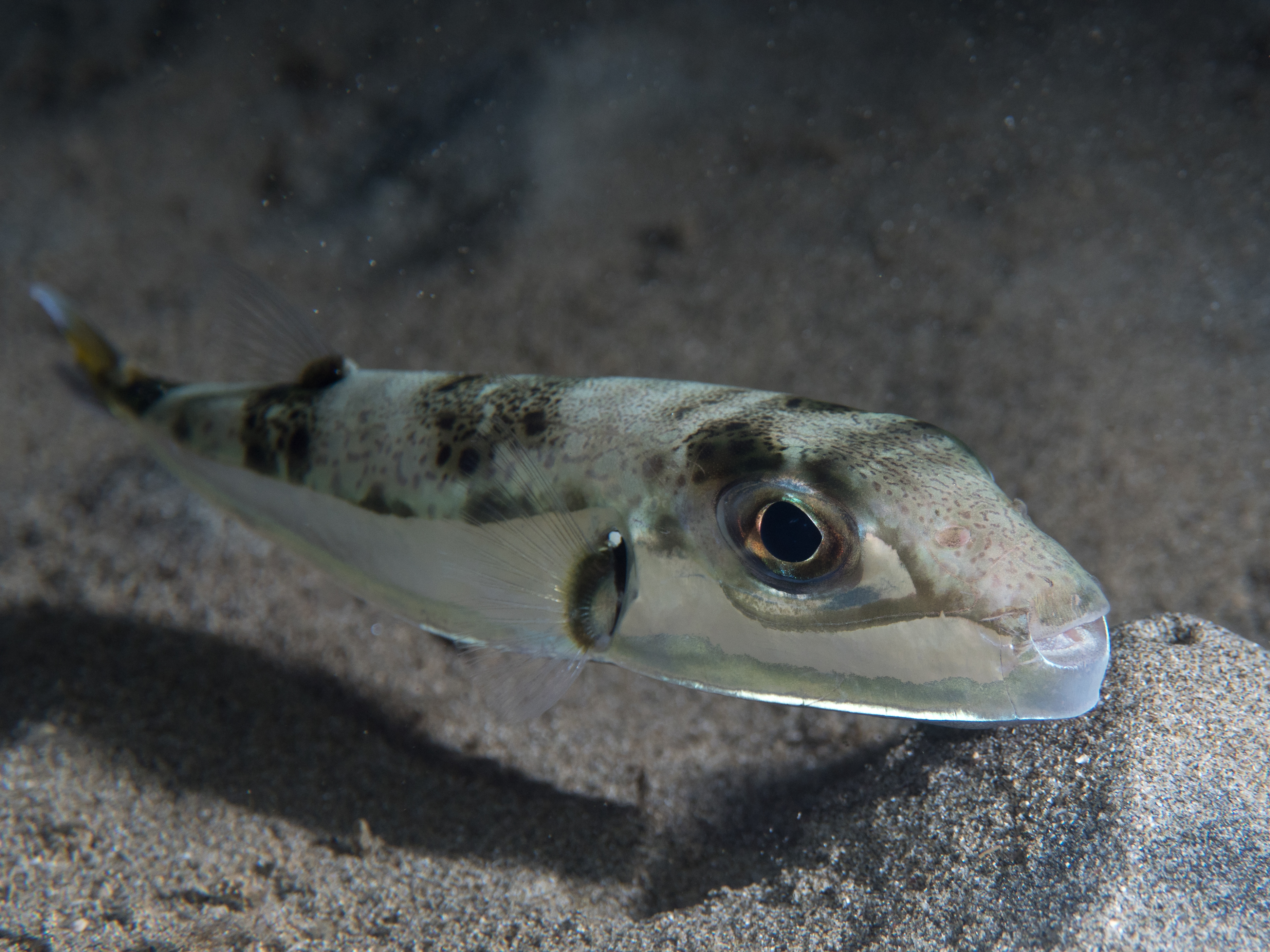
Lagocephalus sceleratus
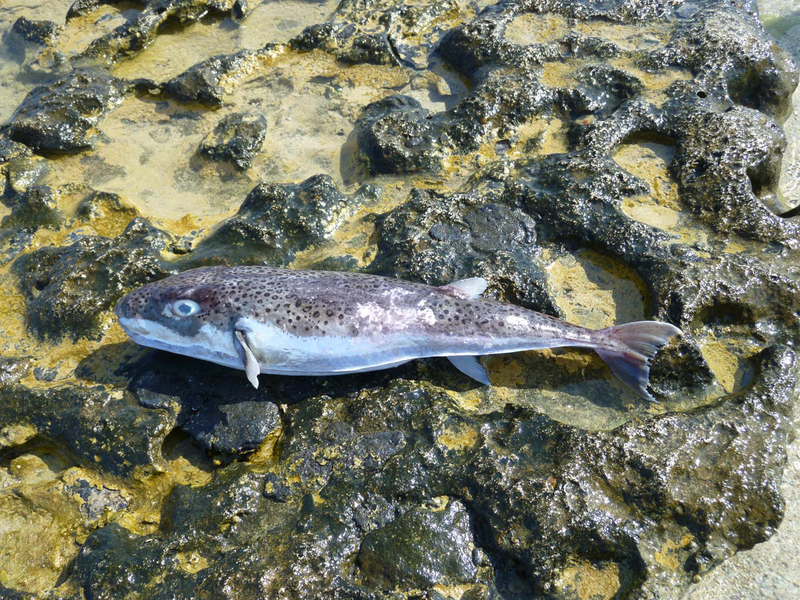
Lagocephalus spadiceus